# مودين أكانجي
مودين أكانجي (بالإنجليزية: Muideen Akanji) (مواليد 23 مارس 1992) هو ملاكم نيجيري، مثّل بلاده في الألعاب الأولمبية الصيفية 2012.

## روابط خارجية
مودين أكانجي على موقع اللجنة الأولمبية الدولية (الإنجليزية)
- مودين أكانجي على موقع أوليمبيديا (الإنجليزية)